# Programul de televiziune al rețelelor din Statele Unite ale Americii din 1947–1948
Programul de televiziune al rețelelor americane din 1947–1948 a fost nominal din septembrie 1947 până în martie 1948, dar ideile de programare erau încă în curs de elaborare și nu au respectat standardele moderne.
Programul este urmat de o listă după rețea a serialelor care revin, noi și anulate după sezonul 1946–1947.
Doar NBC și DuMont au avut rețele până când CBS s-a alăturat în mai 1948, iar conexiunile prin cablu coaxial erau disponibile doar pentru câteva orașe de pe Coasta de Est. Majoritatea altor părți ale Statelor Unite ale Americii au creat emisiuni locale sau au difuzat programe de filme.
Cu toate că mai puțin de douăzeci de posturi de televiziune erau în funcțiune la sfârșitul anului 1947, peste 30 au început să difuzeze din 1948.
Noile seriale și cele care își fac debutul în rețea sunt evidențiate cu caractere aldine, în timp ce serialele care s-au încheiat în timpul sezonului sunt evidențiate cu caractere cursive. Cu toate acestea, deoarece programarea în rețea era încă la început și într-o stare de flux, toate noile serii de toamnă de mai jos pentru acest sezon au început în noiembrie și decembrie. Un înlocuitor de mijloc de sezon, The Original Amateur Hour de la DuMont, difuzat pentru prima dată duminică, 18 ianuarie 1948, a fost cel mai popular serial al sezonului de televiziune 1947–1948.

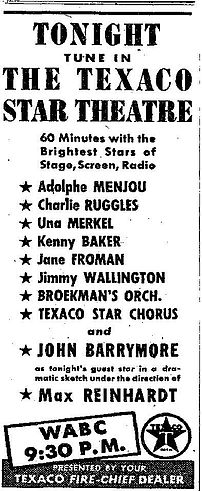
O reclamă din 12 octombrie 1938 a serialului Texaco Star Theatre

Cu toate că televiziunea era încă la început, mai multe seriale notabile au debutat în acest sezon, în special Mary Kay and Johnny (primul sitcom care a fost difuzat pe rețeaua de televiziune din SUA și probabil al doilea sitcom de televiziune din lume după serialul britanic Pinwright's Progress), Texaco Star Theatre (emisiunea de varietăți care l-a făcut pe Milton Berle prima vedetă TV) și The Ed Sullivan Show (care avea să dureze până în 1971, cu interpretări ale lui Elvis Presley și The Beatles care au fost printre cele mai vizionate momente din istoria televiziunii americane).
S-au păstrat puține înregistrări de televiziune live din acest sezon. Printre kinescoapele supraviețuitoare se numără șase episoade din Kraft Television Theatre din 1948 (3 martie, 17 martie, 24 martie, 31 martie, 21 aprilie și 5 mai) păstrate de Biblioteca Congresului, un episod din Eye Witness din 26 februarie 1948, două episoade din The Swift Show din 1948 (13 mai și 27 mai) păstrate de UCLA Film and Television Archive și un episod din NBC Symphony Orchestra cu Arturo Toscanini din  20 martie 1948, păstrat de Paley Center for Media.
Un serial care a debutat în acest sezon, Meet the Press, continuă să fie difuzat pe NBC, sărbătorind șaptezeci de ani în 2017.

## Legenda
- Albastru deschis indică program local.
- Albastru-gri indică program de știri.
- Verde deschis indică evenimente sportive.
- Mov deschis indică filme.

## Program

### Duminică
| Rețea | Rețea     | 7:00 p.m.                 | 7:30 p.m.                 | 8:00 p.m.                                        | 8:30 p.m.                                        | 9:00 p.m.                                        | 9:30 p.m.                                        | 10:00 p.m.    | 10:30 p.m.    |
| ----- | --------- | ------------------------- | ------------------------- | ------------------------------------------------ | ------------------------------------------------ | ------------------------------------------------ | ------------------------------------------------ | ------------- | ------------- |
| ABC   | Primăvara | Program local             | Program local             | Hollywood Screen Test                            | Program local                                    | Program local                                    | Program local                                    | Program local | Program local |
| CBS   | Vara      | Program local             | Program local             | Program local                                    | Program local                                    | Toast of the Town                                | Toast of the Town                                | Program local | Program local |
| DMN   | Toamna    | Program local             | Program local             | Program local                                    | Program local                                    | Program local                                    | Program local                                    | Program local | Program local |
| DMN   | Iarna     | The Original Amateur Hour | The Original Amateur Hour | Program local                                    | Program local                                    | Program local                                    | Program local                                    | Program local | Program local |
| NBC   | NBC       | Program local             | Program local             | Television Playhouse / Programe speciale diverse | Television Playhouse / Programe speciale diverse | Television Playhouse / Programe speciale diverse | Television Playhouse / Programe speciale diverse | Program local | Program local |

Notă: The Original Amateur Hour a rulat duminica pe DuMont începând cu 18 ianuarie 1948.
CBS a început să difuzeze ca rețea în mai 1948 și a lansat premiera Toast of the Town, mai cunoscută ca The Ed Sullivan Show la 20 iunie 1948.   

### Luni
| Rețea | Rețea                | 7:00 p.m.                                  | 7:30 p.m.                                        | 8:00 p.m.                                                  | 8:30 p.m.                                                  | 9:00 p.m.                                                      | 9:30 p.m.                                                      | 10:00 p.m.                                                     | 10:30 p.m.                                                     |
| ----- | -------------------- | ------------------------------------------ | ------------------------------------------------ | ---------------------------------------------------------- | ---------------------------------------------------------- | -------------------------------------------------------------- | -------------------------------------------------------------- | -------------------------------------------------------------- | -------------------------------------------------------------- |
| ABC   | August               | (7:00) News and Views (7:15) Program local | Kiernan's Corner                                 | Quizzing the News                                          | Program local                                              | Program local                                                  | Program local                                                  | Program local                                                  | Program local                                                  |
| CBS   | Sfârșitul primăverii | Program local                              | (7:30) CBS Television News (7:45) Face the Music | Program local                                              | Program local                                              | Program local                                                  | Program local                                                  | Program local                                                  | Program local                                                  |
| CBS   | August               | (7:00) Program local (7:15) Places Please  | (7:30) CBS Television News (7:45) Face the Music | Program local                                              | Program local                                              | Program local                                                  | Program local                                                  | Program local                                                  | Program local                                                  |
| DMN   | Toamna               | Small Fry Club                             | Doorway to Fame                                  | Program local                                              | Program local                                              | Boxing from Jamaica Arena                                      | Boxing from Jamaica Arena                                      | Boxing from Jamaica Arena                                      | Boxing from Jamaica Arena                                      |
| DMN   | Iarna                | Small Fry Club                             | (7:30) Camera Headlines (7:45) Program local     | Program local                                              | Program local                                              | Boxing from Jamaica Arena                                      | Boxing from Jamaica Arena                                      | Boxing from Jamaica Arena                                      | Boxing from Jamaica Arena                                      |
| NBC   | Toamna               | Program local                              | Program local                                    | (8:00) Program local (8:10) Americana (8:40) Program local | (8:00) Program local (8:10) Americana (8:40) Program local | (9:00) The Esso Newsreel (9:10) Boxing from St. Nicholas Arena | (9:00) The Esso Newsreel (9:10) Boxing from St. Nicholas Arena | (9:00) The Esso Newsreel (9:10) Boxing from St. Nicholas Arena | (9:00) The Esso Newsreel (9:10) Boxing from St. Nicholas Arena |
| NBC   | Primăvara            | Program local                              | America Song                                     | (8:00) Program local (8:10) Americana (8:40) Program local | (8:00) Program local (8:10) Americana (8:40) Program local | (9:00) The Esso Newsreel (9:10) Boxing from St. Nicholas Arena | (9:00) The Esso Newsreel (9:10) Boxing from St. Nicholas Arena | (9:00) The Esso Newsreel (9:10) Boxing from St. Nicholas Arena | (9:00) The Esso Newsreel (9:10) Boxing from St. Nicholas Arena |

### Marți
| Rețea | Rețea                | 7:00 p.m.                                  | 7:30 p.m.                                                       | 8:00 p.m.                                                       | 8:30 p.m.                                                       | 9:00 p.m.                                                       | 9:30 p.m.                                                       | 10:00 p.m.                                                      | 10:30 p.m.                                                      |
| ----- | -------------------- | ------------------------------------------ | --------------------------------------------------------------- | --------------------------------------------------------------- | --------------------------------------------------------------- | --------------------------------------------------------------- | --------------------------------------------------------------- | --------------------------------------------------------------- | --------------------------------------------------------------- |
| ABC   | August               | (7:00) News and Views (7:15) Program local | Movieland Quiz                                                  | Program local                                                   | Program local                                                   | Program local                                                   | Program local                                                   | Program local                                                   | Program local                                                   |
| CBS   | Sfârșitul primăverii | Program local                              | (7:30) CBS Television News (7:45) Face the Music                | Program local                                                   | Program local                                                   | Program local                                                   | Program local                                                   | Program local                                                   | Program local                                                   |
| CBS   | Începutul verii      | Program local                              | (7:30) CBS Television News (7:45) Face the Music                | Program local                                                   | Program local                                                   | We the People                                                   | Program local                                                   | Program local                                                   | Program local                                                   |
| CBS   | August               | Program local                              | (7:30) CBS Television News (7:45) Face the Music                | Program local                                                   | Program local                                                   | We the People                                                   | People's Platform                                               | Program local                                                   | Program local                                                   |
| DMN   | Toamna               | Small Fry Club                             | Highway to the Stars                                            | Film western                                                    | Film western                                                    | (9:00) Mary Kay and Johnny (9:15) Program local                 | Program local                                                   | Program local                                                   | Program local                                                   |
| DMN   | Octombrie            | Small Fry Club                             | Look Upon a Star                                                | Film western                                                    | Film western                                                    | (9:00) Mary Kay and Johnny (9:15) Program local                 | Program local                                                   | Program local                                                   | Program local                                                   |
| DMN   | Iarna                | Small Fry Club                             | (7:30) Camera Headlines (7:45) I.N.S. Telenews                  | Film western                                                    | Film western                                                    | (9:00) Mary Kay and Johnny (9:15) Program local                 | Program local                                                   | Program local                                                   | Program local                                                   |
| NBC   | Toamna               | Program local                              | Program local                                                   | Program local                                                   | Program local                                                   | Program local                                                   | Program local                                                   | Program local                                                   | Program local                                                   |
| NBC   | Vara                 | MLB on NBC                                 | Major League Baseball (a continuat până la finalizarea jocului) | Major League Baseball (a continuat până la finalizarea jocului) | Major League Baseball (a continuat până la finalizarea jocului) | Major League Baseball (a continuat până la finalizarea jocului) | Major League Baseball (a continuat până la finalizarea jocului) | Major League Baseball (a continuat până la finalizarea jocului) | Major League Baseball (a continuat până la finalizarea jocului) |

### Miercuri
| Rețea | Rețea                | 7:00 p.m.                                  | 7:30 p.m.                                        | 8:00 p.m.                | 8:30 p.m.                                             | 9:00 p.m.               | 9:30 p.m.                       | 10:00 p.m.                      | 10:30 p.m.                      |
| ----- | -------------------- | ------------------------------------------ | ------------------------------------------------ | ------------------------ | ----------------------------------------------------- | ----------------------- | ------------------------------- | ------------------------------- | ------------------------------- |
| ABC   | August               | (7:00) News and Views (7:15) Program local | Critic at Large                                  | The Gay Nineties Revue   | (8:30) Candid Microphone (8:45) Three About Town      | Program local           | Wrestling From Washington, D.C. | Wrestling From Washington, D.C. | Wrestling From Washington, D.C. |
| CBS   | Sfârșitul primăverii | Program local                              | (7:30) CBS Television News (7:45) Face the Music | Program local            | Program local                                         | Program local           | Program local                   | Program local                   | Program local                   |
| CBS   | Iulie                | Program local                              | (7:30) CBS Television News (7:45) Face the Music | Program local            | Winner Take All                                       | Program local           | Program local                   | Program local                   | Program local                   |
| DMN   | Toamna               | Small Fry Club                             | Program local                                    | Program local            | Program local                                         | Program local           | Program local                   | Program local                   | Program local                   |
| DMN   | Iarna                | Small Fry Club                             | Program local                                    | Program local            | Program local                                         | Court of Current Issues | Program local                   | Program local                   | Program local                   |
| NBC   | NBC                  | Program local                              | Kraft Television Theatre                         | Kraft Television Theatre | (8:30) In the Kelvinator Kitchen (8:45) Program local | Program local           | Program local                   | Program local                   | Program local                   |

* Winner Take All a avut premiera pe CBS în iulie.

### Joi
| Rețea | Rețea                | 7:00 p.m.                                  | 7:30 p.m.                                        | 8:00 p.m.            | 8:30 p.m.              | 9:00 p.m.                                     | 9:30 p.m.     | 10:00 p.m.    | 10:30 p.m.    |
| ----- | -------------------- | ------------------------------------------ | ------------------------------------------------ | -------------------- | ---------------------- | --------------------------------------------- | ------------- | ------------- | ------------- |
| ABC   | August               | (7:00) News and Views (7:15) Program local | Program local                                    | Program local        | Club Seven             | Program local                                 | Program local | Program local | Program local |
| CBS   | Sfârșitul primăverii | Program local                              | (7:30) CBS Television News (7:45) Face the Music | Program local        | Program local          | Program local                                 | Program local | Program local | Program local |
| CBS   | Early Summer         | Program local                              | (7:30) CBS Television News (7:45) Face the Music | To the Queen's Taste | Program local          | Program local                                 | Program local | Program local | Program local |
| DMN   | Toamna               | Small Fry Club                             | King Cole's Birthday Party                       | Program local        | Charade Quiz           | Program local                                 |               |               |               |
| DMN   | Iarna                | King Cole's Birthday Party                 |                                                  | Program local        | Charade Quiz           | Program local                                 |               |               |               |
| NBC   | NBC                  | Program local                              | (7:30) Program local (7:50) The Esso Newsreel    | Meet the Press       | Musical Merry-Go-Round | (9:00) You Are an Artist (9:15) Program local | Juvenile Jury | Program local | Program local |

Note: Pe CBS, To the Queen's Taste a început difuzarea la sfârșitul primăverii sau începutul verii anului 1948.
Pe DuMont, King Cole's Birthday Party de asemenea, era cunoscut mai simplu ca Birthday Party. A debutat la 15 mai 1947, pe stația DuMont din New York City, WABD și la începutul anului 1948 a fost transmisă de întreaga rețea. Data la care a trecut de la o transmisie exclusiv pentru New York la una la nivel de rețea este neclară.  

### Vineri
| Rețea | Rețea                | 7:00 p.m.                                  | 7:30 p.m.                                        | 8:00 p.m.                                          | 8:30 p.m.                        | 9:00 p.m.     | 9:30 p.m.                         | 10:00 p.m.                        | 10:30 p.m.                        |               |
| ----- | -------------------- | ------------------------------------------ | ------------------------------------------------ | -------------------------------------------------- | -------------------------------- | ------------- | --------------------------------- | --------------------------------- | --------------------------------- | ------------- |
| ABC   | August               | (7:00) News and Views (7:15) Program local | Program local                                    | Teenage Book Club                                  | That Reminds Me                  | Program local | Program local                     | Program local                     | Program local                     |               |
| CBS   | Sfârșitul primăverii | Program local                              | (7:30) CBS Television News (7:45) Face the Music | (8:00) Sportsman's Quiz (8:05) What's It Worth     | Program local                    | Program local | Program local                     | Program local                     | Program local                     |               |
| CBS   | August               | (7:00) Program local (7:15) Places Please  | (7:30) CBS Television News (7:45) Face the Music | (8:00) Sportsman's Quiz (8:05) What's It Worth     | Program local                    | Program local | Program local                     | Program local                     | Program local                     |               |
| DMN   | DMN                  | Small Fry Club                             | Program local                                    | Program local                                      | Program local                    | Program local | Program local                     | Program local                     | Program local                     | Program local |
| NBC   | Toamna               | Program local                              | Program local                                    | (8:00) Campus Hoopla (8:15) The World in Your Home | Program local                    | Program local | Boxing from Madison Square Garden | Boxing from Madison Square Garden | Boxing from Madison Square Garden |               |
| NBC   | Primăvara            | Program local                              | Program local                                    | (8:00) Campus Hoopla (8:15) The World in Your Home | Stop Me If You've Heard This One | Program local | Boxing from Madison Square Garden | Boxing from Madison Square Garden | Boxing from Madison Square Garden |               |

* Sportsman's Quiz și What's It Worth a avut premiera la CBS la sfârșitul primăverii.

### Sâmbătă
| Rețea | Rețea  | 7:00 p.m.                                  | 7:30 p.m.                                         | 8:00 p.m.     | 8:30 p.m.                  | 9:00 p.m.     | 9:30 p.m.     | 10:00 p.m.    | 10:30 p.m.    |
| ----- | ------ | ------------------------------------------ | ------------------------------------------------- | ------------- | -------------------------- | ------------- | ------------- | ------------- | ------------- |
| ABC   | August | (7:00) News and Views (7:15) Program local | (7:30) Sports with Joe Hasel (7:45) Program local | Program local | Program local              | Program local | Program local | Program local | Program local |
| NBC   | NBC    | Program local                              | Program local                                     | Program local | Television Screen Magazine | Program local | Program local | Program local | Program local |

## După rețea

### ABC
| Seriale noi - Candid Microphone - Club Seven - Critic at Large - The Gay Nineties Revue - Hollywood Screen Test - Kiernan's Corner - Movieland Quiz - News and Views - Sports with Joe Hasel - Teenage Book Club - That Reminds Me - Three About Town - Quizzing the News - Wrestling from Washington D.C. |

### CBS
| Seriale noi - CBS Television News - Face the Music - The Fred Waring Show - Sportsman's Quiz - To the Queen's Taste - Toast of the Town - We the People - What's It Worth - Winner Take All |

### DuMont
| Seriale care revin - The Adventures of Oky Doky - Boxing from Jamaica Arena - Camera Headlines - Doorway to Fame - Highway to the Stars - The Jack Eigen Show - Key to the Missing - King Cole's Birthday Party - The Original Amateur Hour - Small Fry Club - Film western | Seriale noi - Camera Headlines * - Charade Quiz - Court of Current Issues * - I.N.S. Telenews * - Look Upon a Star * - Mary Kay and Johnny - The Original Amateur Hour * - Playroom * - The Walter Compton News * |

### NBC
| Seriale care revin - America Song - Americana - Author Meets the Critics - The Bigelow Show - Boxing from Madison Square Garden - Camel Newsreel Theatre - Campus Hoopla - Duffy's Tavern - Gillette Cavalcade of Sports - Hour Glass - Juvenile Jury - Kraft Television Theatre - Mary Kay and Johnny - Meet the Press - Musical Miniatures - The Nature of Things - Story of the Week - The Swift Show - Television Screen Magazine - The Texaco Star Theater - You Are an Artist | Seriale noi - Admiral Presents Five Star Revue — Welcome Aboard - The Black Robe - The Chevrolet Tele-Theatre - Girl Anour Town - Greatest Fight of the Century - The Gulf Road Show Starring Bob Smith - Mary Margaret McBride - NBC Presents - NBC Television Newsreel * - The Philco Television Playhouse - Picture This - Princess Sagaphi - Stop Me If You've Heard This One * - The Swift Show * - The Ted Steele Show - Television Playhouse * - Village Barn * - Wrestling From St. Nicholas Arena - Your Show Time | Seriale care nu au revenit din sezonul 1946–1947: - The Borden Show - Bristol-Myers Tele-Varieties - Broadway Previews - Face to Face - Famous Fights - Geographically Speaking - Hour Glass - I Love to Eat - In Town Today - Let's Rhumba - NBC Television Theatre |

Notă: * indică faptul că programul a fost introdus la mijlocul sezonului.